# Островные кельтские языки
Островные кельтские языки — те из кельтских языков, которые начиная с раннеисторического периода были представлены на Британских островах, а также их прямые потомки. Эта группа противопоставляется ныне вымершим континентальным кельтским языкам, некогда представленным на огромном пространстве континентальной Европы от Атлантики до Анатолии.
Все ныне существующие кельтские языки относятся к островным и подразделяются, в свою очередь, на две подгруппы:
- гойдельские языки: ирландский, мэнский и шотландский гэльский
- бриттские языки: бретонский, корнский и валлийский (ещё один язык или диалект, кумбрийский, к настоящему времени вымер).

## Гипотеза об общем предке островных языков
Согласно одной из гипотез, как гойдельские, так и бриттские языки имели общего предка, возникшего на Британских островах, и имеют больше общих черт друг с другом, чем с каким-либо из вымерших континентальных кельтских языков (такими, как кельтиберский, галльский, галатский и лепонтийский).
Сторонники гипотезы об изначальном родстве островных кельтских языков, среди которых такие видные лингвисты, как Петер Схрейвер, указывают на общие инновации, в том числе местоименная флексия при предлогах, общее использование некоторых приглагольных частиц, порядок слов VSO, а также различие между абсолютными и конъюнктными глагольными окончаниями, широко представленное в древнеирландском и в небольшой степении в средневаллийском. Также сторонники указывают, что различие между P-кельтскими (к которым принадлежат бриттские и мёртвый галльский) и Q-кельтскими языками (к которым принадлежат гойдельские и мёртвый кельтиберский) может быть поверхностным, связанным с древним языковым контактом, поскольку один и тот же фонетический сдвиг (/kʷ/ -> /p/) мог произойти независимо у языков-предшественников галльского и бриттской ветви, или мог распространиться через языковой контакт между (прото)галльским и протобриттским.
Согласно данной гипотезе, эволюционное древо островных кельтских языков выглядит так:
- Общий кельтский островной язык
  - Протогойдельский, предок следующих:
    - архаичный ирландский, предок следующих:
      - древнеирландский, предок следующих:
        - среднеирландский, предок следующих:
          - ирландский
          - шотландский гэльский
          - мэнский

  - Протобриттский
    - пиктский (отнесение к кельтским языкам является спорным)
    - бриттский
      - кумбрийский (исчез)
      - древневаллийский, предок следующего:
        - средневаллийский, предок следующего:
          - валлийский

      - юго-западный бриттский, предок следующих:
        - бретонский
        - корнский

### Критика
Данная гипотеза часто подвергается критике. Так, отмечается тот факт, что между отдельными группами в рамках островных языков существуют более глубокие различия в фонетике и лексике, чем между данными группами и отдельными континентальными кельтскими языками.
В таблице ниже приведен выборочный список когнатов, показывающих превращение протокельтского звука */kʷ/ в звук /p/ в галльском и бриттских, но в /k/ в гойдельских языках.
| Протокельтский | Галльский | Валлийский | Корнский | Бретонский | Архаичный ирландский | Современный ирландский | Шотландский гэльский | Мэнкский | Перевод  |
| -------------- | --------- | ---------- | -------- | ---------- | -------------------- | ---------------------- | -------------------- | -------- | -------- |
| *kʷennos       | pennos    | pen        | penn     | penn       | qennos               | ceann                  | ceann                | kione    | «голова» |
| *kʷetwar-      | petor     | pedwar     | peswar   | pevar      | *qetwar-             | ceathair               | ceithir              | kiare    | «четыре» |
| *kʷenkʷe       | pempe     | pump       | pymp     | pemp       | *qenqe               | cúig                   | còig                 | queig    | «пять»   |
| *kʷeis         | pis       | pwy        | piw      | piv        | *qeis                | cé (older cia)         | cò/cia               | quoi     | «кто»    |

Значительное различие между гойдельскими и бриттскими языками состоит в трансформации сочетания *an, am в деназализованный гласный с удлинением, é, перед оригинальным глухим взрывным или фрикативным, ср. древнеирл. éc «смерть», écath «рыболовный крючок», dét «зуб», cét «сто» и валлийские angau, angad, dant и cant. Другие примеры:
- носовой сохраняется перед гласным, i̯, w, m, и беглым a:
  - древнеирл. ben «женщина» (< *benā)
  - древнеирл. gainethar «он родился/она родилась» (< *gan-i̯e-tor)
  - древнеирл. ainb «невежа» (< *anwiss)
- носовой переходит в en перед другим n:
  - древнеирл. benn «пик» (< *banno) (ср. валлийск. bann)
  - среднеирл. ro-geinn «имеет место» (< *ganne) (ср. валлийск. gannaf)
- носовой переходит в in, im перед звонким взрывным
  - древнеирл. imb «масло» (ср. бретон. aman(en)n, корн. amanyn)
  - древнеирл. ingen «ноготь» (ср. др.валлийск. eguin)
  - древнеирл. tengae «язык» (ср. валлийск. tafod)
  - древнеирл. ing «прямой» (ср. средневаллийск. eh-ang «широкий»)

## Гипотеза об островных языках как языковом союзе
Чтобы доказать, что общие инновации связаны с общим происхождением, нужно доказать, что эти инновации возникли не в результате языкового контакта после разделения. Результатом широко распространённого билингвизма или экзогамии, а также отсутствие жёсткого социолингвистического разделения может быть образование языкового союза. В послеримской Британии гойдельские и бриттские языки, по-видимому, пользовались примерно равным статусом; в бриттских языках имелось несколько гойдельских заимствований, а в гойдельских — несколько бриттских. Существуют исторические свидетельства того, что в указанный период ирландский язык был распространён на территории Уэльса и Англии, а бриттский — в Ирландии. Существуют также археологические свидетельства широких контактов между Британией и Ирландией в доримский и римский периоды.
Ранко Матасович представил список изменений, которые затронули обе ветви островных кельтских языков, но для которых отсутствуют доказательства того, что они зародились ещё в протокельтский период. Это, в частности:
- Фонологические изменения
  - Лениция глухих взрывных
  - Повышение/влияние i
  - Понижение/влияние a
  - Апокопа
  - Синкопа
- Морфологические изменения
  - Возникновение предлогов с местоименными окончаниями
  - Утрата падежного склонения личных местоимений
  - Возникновение уравнительной степени прилагательных
  - Возникновение имперфекта
  - Возникновение условного наклонения
- Морфосинтаксические и синтаксические
  - Закрепление порядка VSO
  - Возникновение препозитивного определённого артикля
  - Возникновение частиц, выражающих подтверждение и отрицание
  - Создание перифрастической конструкции
  - Создание маркеров дополнения
  - Использование порядковых числительных в смысле «один из».

## Абсолютный и связанный глагол
Глагольная система островных кельтских языков имеет особенность, несвойственную никаким другим индоевропейским языкам: глаголы имеют различные склоняемые формы в зависимости от того, занимают ли они в предложении независимое начальное место (при порядке слов VSO), или же им предшествует предглагольная грамматическая частица. Наиболее обильные примеры данного явления известны в Древнеирландском, однако оно в какой-то мере представлено в шотландском гэльском, а следы его также заметны в средневаллийском языке.
Формы в начале предложения называются «абсолютными», а формы после частицы — «конъюнктными», «связанными». Парадигма спряжения индикатива актива презенса староирландского глагола beirid «нести» приведена ниже; конъюнктная форма приведена в сочетании с частицей ní «не».
|              | Абсолютное состояние | Связанное состояние   |
| ------------ | -------------------- | --------------------- |
| 1-е л. ед.ч. | biru «несу»          | ní biur «не несу»     |
| 2-е л. ед.ч. | biri «несёшь»        | ní bir «не несёшь»    |
| 3-е л. ед.ч. | beirid «несёт»       | ní beir «не несёт»    |
| 1-е л. мн.ч. | bermai «несём»       | ní beram «не несём»   |
| 2-е л. мн.ч. | beirthe «несёте»     | ní beirid «не несёте» |
| 3-е л. мн.ч. | berait «несут»       | ní berat «не несут»   |

В шотландском гэльском это различие всё ещё существует для некоторых глагольных форм:
| Абсолютное состояние          | Связанное состояние                   |
| ----------------------------- | ------------------------------------- |
| cuiridh «кладёт/положит»      | cha chuir «не кладёт/не положит»      |
| òlaidh «пьёт/будет пить»      | chan òl «не пьёт/не будет пить»       |
| ceannaichidh «покупает/купит» | cha cheannaich «не покупает/не купит» |

В средневаллийском различие лучше всего наблюдается в пословицах по формуле «X случается, Y не случается» (Evans 1964: 119):
- Pereid y rycheu, ny phara a’e goreu «Борозды остаются, а тот, кто их провёл — нет»
- Trenghit golut, ny threingk molut «Богатство гибнет, а слава не гибнет»
- Tyuit maban, ny thyf y gadachan «Ребёнок растёт, а его пелёнки нет»
- Chwaryit mab noeth, ny chware mab newynawc «Голый ребёнок играет (веселится), а голодный — не играет (не веселится)»

Согласно более раннему анализу этого различения, который провёл Р. Турнейзен (Thurneysen, 1946, 360 ff.), абсолютные окончания происходят от ПИЕ «первичных окончаний» (использовавшихся во временах настоящего и будущего времени), тогда как конъюнктные окончания происходят от «вторичных окончаний» (использовавшихся в прошедших временах). Таким образом, древнеирландское beirid «несёт» возводилось к *bʰereti (ср. санскр. bharati «несёт»), а конъюнктное beir — к *bʰeret (ср. санскр. a-bharat «нёс/несла»).
В наши дни, однако, большинство кельтологов (Cowgill, 1975, вслед за Pedersen, 1913, 340 ff.) пришли к иному выводу о происхождении различия между абсолютным и конъюнктным окончанием глагола: энклитика, которая реконструируется как *es после согласных и *s после гласных, оказалась на второй позиции в предложении. Если первое слово в предложении представляло собой иную частицу, то *(e)s оказывалась после неё, таким образом, перед глаголом, но если глагол был первым словом в предложении, *(e)s становилась его клитикой. Согласно этой теории, древнеирландское абсолютное beirid происходит от протокельтского *bereti-s, тогда как конъюнктное ní beir — от *nī-s bereti.
Происхождение частицы *(e)s остаётся неясным. Каугилл (Cowgill) считает, что она семантически связана с глаголом-связкой *esti «есть, является», тогда как Схрейвер (Schrijver, 1994) считает, что она произошла от *eti «и тогда», засвидетельствованной в галльском языке.
В континентальных кельтских языках различие между абсолютными и конъюнктными формами глагола отсутствует. С другой стороны, в континентальных языках наблюдались только два порядка слов: SVO или SOV, как и в других индоевропейских языках. Это подтверждает предположение, что абсолютные и конъюнктные формы глаголов могли быть следствием порядка VSO, существовавшего в островных кельтских языках.

## Проблема островного кельтского субстрата
Вне зависимости от средневековой идеи о том, что все языки мира произошли от древнееврейского, некоторое сходство характерных особенностей островных кельтских языков с афразийскими (местоименные суффиксы, порядок слов VSO) дало рождение концепции афразийского субстрата. Впервые подобную идею выдвинул Джон Моррис-Джонс в 1900. Позднее в поддержку данной гипотеза высказывались Юлиус Покорный, Генрих Вагнер, и Орин Генслер. Данную теорию развили Ариэль Шиша-Галеви и Тео Феннеманн.
Теория афразийского субстрата подверглась серьёзной критике со стороны таких лингвистов, как Грэхем Айзек и Ким Маккон. Айзек полагает, что двадцать сходных моментов, которые выявил Генслер, являются либо обычными совпадениями, либо натяжками.
Ряд современных специалистов, не отвергая возможность связи общих для островных кельтских языков явлений с субстратом, предпочитают говорить о чисто типологическом сходстве с афразийскими языками без какого-либо родства.